# Dennis Geiger
Dennis Geiger (Mosbach, 10 juni 1998) is een Duits voetballer die doorgaans speelt als middenvelder. In augustus 2017 debuteerde hij voor 1899 Hoffenheim.

## Clubcarrière
Geiger speelde in de jeugd van Alemannia Sattelbach en kwam hierna terecht in de opleiding van 1899 Hoffenheim. Bij die club werd hij in de zomer van 2017 overgeheveld naar het eerste elftal. Op 19 augustus 2017 maakte de middenvelder zijn debuut in het eerste elftal. In eigen huis werd door een treffer van Andrej Kramarić met 1–0 gewonnen van Werder Bremen. Geiger mocht van coach Julian Nagelsmann in de basiself starten en in de vierenzestigste minuut viel Eugen Polanski voor hem in. Een maand later, op 23 september, tekende de Duitser voor zijn eerste competitietreffer. Tegen Schalke 04 opende hij na dertien minuten op aangeven van Steven Zuber de score. Via Lukas Rupp zou het uiteindelijk 2–0 worden. In januari 2018 verlengde Geiger zijn verbintenis bij de club tot medio 2022. In september 2021 werd er nog een jaar toegevoegd aan dit contract. In het voorjaar van 2023 werd zijn verbintenis opnieuw opengebroken en verlengd, ditmaal tot medio 2027.

## Clubstatistieken
| Seizoen | Club            | Competitie | Competitie | Competitie | Beker | Beker | Internationaal | Internationaal | Totaal | Totaal |
| Seizoen | Club            | Competitie | Wed.       | Dlp.       | Wed.  | Dlp.  | Wed.           | Dlp.           | Wed.   | Dlp.   |
| ------- | --------------- | ---------- | ---------- | ---------- | ----- | ----- | -------------- | -------------- | ------ | ------ |
| 2017/18 | 1899 Hoffenheim | Bundesliga | 21         | 2          | 1     | 0     | 5              | 0              | 27     | 2      |
| 2018/19 | 1899 Hoffenheim | Bundesliga | 4          | 0          | 0     | 0     | 1              | 0              | 5      | 0      |
| 2019/20 | 1899 Hoffenheim | Bundesliga | 21         | 0          | 2     | 0     | —              | —              | 23     | 0      |
| 2020/21 | 1899 Hoffenheim | Bundesliga | 9          | 1          | 1     | 0     | 4              | 0              | 14     | 1      |
| 2021/22 | 1899 Hoffenheim | Bundesliga | 20         | 2          | 2     | 0     | —              | —              | 22     | 2      |
| 2022/23 | 1899 Hoffenheim | Bundesliga | 27         | 1          | 1     | 0     | —              | —              | 28     | 1      |
| 2023/24 | 1899 Hoffenheim | Bundesliga | 3          | 0          | 0     | 0     | —              | —              | 3      | 0      |
| 2024/25 | 1899 Hoffenheim | Bundesliga | 17         | 0          | 2     | 0     | 3              | 0              | 22     | 0      |
| Totaal  | Totaal          | Totaal     | 122        | 6          | 7     | 0     | 13             | 0              | 142    | 6      |

Bijgewerkt op 25 april 2025.

## Interlandcarrière
Geiger maakte deel uit van Duitsland –15, Duitsland –16, Duitsland –17, Duitsland –19 en Duitsland –21. Hij bereikte met Duitsland –17 de finale van het EK –17 van 2015. Zijn eigen rol daarin bestond uit twee invalbeurten in de groepsfase. Geiger was twee jaar later als basisspeler met Duitsland –19 actief op het EK –19 van 2017.